# Дуйе, Жозеф
Жозеф Дуйе (1878 — 17 июля 1954) — бельгийский дипломат.

## Биография
Жил в России и СССР с 1891 года по 1926 год. В 1925 году был арестован ГПУ и провёл девять месяцев в тюрьме, после чего был выслан из СССР.
В 1928 году издал книгу Moscou sans Voiles с критическим рассказом о жизни в советском союзе, которая приобрела большую известность и была переведена на несколько языков.
Книга Дуйе легла в основу сюжета комикса «Тинтин в стране Советов» бельгийского карикатуриста Эрже.

## Сочинения
- Москва без покровов : девять лет работы в стране советов. Издательство «Саламандра». 1928.